# Xã Wethersfield, Quận Henry, Illinois
Xã Wethersfield (tiếng Anh: Wethersfield Township) là một xã thuộc quận Henry, tiểu bang Illinois, Hoa Kỳ. Năm 2010, dân số của xã này là 3.935 người.